# Женска одбојкашка репрезентација Хрватске
Женска одбојкашка репрезентација Хрватске представља Хрватску на међународним одбојкашким такмичењима од 1992. године. Налази се на 35 месту ФИВБ ранг листе женских одбојкашких репрезентација од 27. августа 2007. године.

## Резултати

### Олимпијске игре
| Година | Коло                               | Позиција                           | Од.                                | П                                  | И                                  | ОС                                 | ИС                                 | СР                                 |
| ------ | ---------------------------------- | ---------------------------------- | ---------------------------------- | ---------------------------------- | ---------------------------------- | ---------------------------------- | ---------------------------------- | ---------------------------------- |
| 1992   | Није учествовала у квалификацијама | Није учествовала у квалификацијама | Није учествовала у квалификацијама | Није учествовала у квалификацијама | Није учествовала у квалификацијама | Није учествовала у квалификацијама | Није учествовала у квалификацијама | Није учествовала у квалификацијама |
| 1996   | Није се квалификовала              | Није се квалификовала              | Није се квалификовала              | Није се квалификовала              | Није се квалификовала              | Није се квалификовала              | Није се квалификовала              | Није се квалификовала              |
| 2000   | четвртфинале                       | 7.                                 | 8                                  | 4                                  | 4                                  | 13                                 | 16                                 | 0,813                              |
| 2004   | Није се квалификовала              | Није се квалификовала              | Није се квалификовала              | Није се квалификовала              | Није се квалификовала              | Није се квалификовала              | Није се квалификовала              | Није се квалификовала              |
| 2008   | Није се квалификовала              | Није се квалификовала              | Није се квалификовала              | Није се квалификовала              | Није се квалификовала              | Није се квалификовала              | Није се квалификовала              | Није се квалификовала              |
| 2012   | Није се квалификовала              | Није се квалификовала              | Није се квалификовала              | Није се квалификовала              | Није се квалификовала              | Није се квалификовала              | Није се квалификовала              | Није се квалификовала              |
| 2016   | Није се квалификовала              | Није се квалификовала              | Није се квалификовала              | Није се квалификовала              | Није се квалификовала              | Није се квалификовала              | Није се квалификовала              | Није се квалификовала              |
| 2020   | Није се квалификовала              | Није се квалификовала              | Није се квалификовала              | Није се квалификовала              | Није се квалификовала              | Није се квалификовала              | Није се квалификовала              | Није се квалификовала              |
| Укупно | 1/7                                | 1/7                                | 8                                  | 4                                  | 4                                  | 13                                 | 16                                 | 0,813                              |

### Светско првенство
| Година | Коло                  | Позиција              | Од.                   | П                     | И                     | ОС                    | ИС                    | СР                    |
| ------ | --------------------- | --------------------- | --------------------- | --------------------- | --------------------- | --------------------- | --------------------- | --------------------- |
| 1994   | Није се квалификовала | Није се квалификовала | Није се квалификовала | Није се квалификовала | Није се квалификовала | Није се квалификовала | Није се квалификовала | Није се квалификовала |
| 1998   | 2. коло               | 6.                    | 8                     | 4                     | 4                     | 16                    | 15                    | 1,067                 |
| 2002   | Није се квалификовала | Није се квалификовала | Није се квалификовала | Није се квалификовала | Није се квалификовала | Није се квалификовала | Није се квалификовала | Није се квалификовала |
| 2006   | Није се квалификовала | Није се квалификовала | Није се квалификовала | Није се квалификовала | Није се квалификовала | Није се квалификовала | Није се квалификовала | Није се квалификовала |
| 2010   | 1. коло               | 17.                   | 5                     | 2                     | 3                     | 6                     | 9                     | 0,667                 |
| 2014   | 2. коло               | 13.                   | 7                     | 4                     | 3                     | 14                    | 15                    | 0,933                 |
| 2018   | Није се квалификовала | Није се квалификовала | Није се квалификовала | Није се квалификовала | Није се квалификовала | Није се квалификовала | Није се квалификовала | Није се квалификовала |
| 2022   | Први круг             | 22. место             | 5                     | 0                     | 5                     | 2                     | 15                    | 0,133                 |
| Укупно | 4/7                   | 4/7                   | 25                    | 10                    | 15                    | 38                    | 54                    | 0,704                 |

### Европско првенство
| Година | Коло                  | Позиција              | Од.                   | П                     | И                     | ОС                    | ИС                    | СР                    |
| ------ | --------------------- | --------------------- | --------------------- | --------------------- | --------------------- | --------------------- | --------------------- | --------------------- |
| 1993   | групна фаза           | 6.                    | 7                     | 4                     | 3                     | 15                    | 11                    | 1,364                 |
| 1995   | финале                | 2.                    | 7                     | 6                     | 1                     | 18                    | 7                     | 2,571                 |
| 1997   | финале                | 2.                    | 7                     | 6                     | 1                     | 18                    | 5                     | 3,600                 |
| 1999   | финале                | 2.                    | 5                     | 3                     | 2                     | 9                     | 8                     | 1,125                 |
| 2001   | групна фаза           | 9.                    | 5                     | 2                     | 3                     | 7                     | 12                    | 0,583                 |
| 2003   | Није се квалификовала | Није се квалификовала | Није се квалификовала | Није се квалификовала | Није се квалификовала | Није се квалификовала | Није се квалификовала | Није се квалификовала |
| 2005   | групна фаза           | 8.                    | 7                     | 2                     | 5                     | 9                     | 16                    | 0,563                 |
| 2007   | групна фаза           | 14.                   | 3                     | 0                     | 3                     | 3                     | 9                     | 0,333                 |
| 2009   | групна фаза           | 16.                   | 3                     | 0                     | 3                     | 2                     | 9                     | 0,222                 |
| 2011   | групна фаза           | 13.                   | 3                     | 1                     | 2                     | 4                     | 6                     | 0,667                 |
| 2013   | четвртфинале          | 5.                    | 5                     | 3                     | 2                     | 10                    | 8                     | 1,250                 |
| 2015   | плеј-оф               | 10.                   | 4                     | 2                     | 2                     | 6                     | 8                     | 0.750                 |
| 2017   | плеј-оф               | 11.                   | 4                     | 1                     | 3                     | 7                     | 10                    | 0.700                 |
| 2019   | Осмина финала         | 11. место             | 6                     | 3                     | 3                     | 13                    | 11                    | 1.182                 |
| 2021   | Осмина финала         | 10. место             | 6                     | 4                     | 2                     | 14                    | 7                     | 2.000                 |
| 2023   | Први круг             | 22. место             | 5                     | 0                     | 5                     | 5                     | 15                    | 0.333                 |
| Укупно | (0-3-0)               | (0-3-0)               | 77                    | 37                    | 40                    | 140                   | 142                   | 0,986                 |

## Тренутни састав
Састав за Европско првенство у одбојци за жене 2019.
| Број | Име                | Датум рођења        | Висина | Маса  | Смеч   | Блок   |
| ---- | ------------------ | ------------------- | ------ | ----- | ------ | ------ |
| 1    | Рене Шаин          | 23. април 1997.     | 1,63 м | 54 кг | 264 цм | 250 цм |
| 2    | Ника Становић      | 2. октобар 1993.    | 1,80 м | 65 кг | 290 цм | 280 цм |
| 4    | Божана Бутиган     | 19. август 2000.    | 1,89 м | 75 кг | 305 цм | 280 цм |
| 5    | Николина Божичевић | 14. јануар 1995.    | 1,63 м | 54 кг | 215 цм | 210 цм |
| 9    | Луција Млинар      | 6. мај 1995.        | 1,80 м | 70 кг | 295 цм | 280 цм |
| 10   | Матеа Икић         | 25. мај 1989.       | 1,85 м | 74 кг | 305 цм | 295 цм |
| 11   | Сања Поповић       | 31. мај 1984.       | 1,86 м | 84 кг | 325 цм | 310 цм |
| 12   | Бета Думанчић      | 26. март 1991.      | 1,90 м | 80 кг | 308 цм | 299 цм |
| 13   | Саманта Фабрис     | 8. фебруар 1992.    | 1,90 м | 80 кг | 318 цм | 304 цм |
| 14   | Мартина Шамадан    | 11. септембар 1993. | 1,93 м | 80 кг | 310 цм | 305 цм |
| 15   | Бернарда Брчић     | 12. мај 1991.       | 1,92 м | 78 кг | 305 цм | 300 цм |
| 17   | Леа Деак           | 27. април 2000.     | 1,78 м | 62 кг | 268 цм | 255 цм |
| 18   | Карла Кларић       | 5. септембар 1994.  | 1,90 м | 82 кг | 308 цм | 300 цм |